# Colombar de Pemba
Treron pembaensis
Espèce
Statut de conservation UICN

 VU C2a(ii) : Vulnérable
Le Colombar de Pemba (Treron pembaensis) est une espèce d’oiseaux de la famille des Columbidae.

## Systématique
L'espèce Treron pembaensis a été décrite en 1940 par l'ornithologue britannique Richard Pakenham (d) (1906-1993).

## Répartition
Cette espèce n'est connue que de l'île de Pemba au large de la Tanzanie.

## Étymologie
Son épithète spécifique, composée de pemba et du suffixe latin -ensis, « qui vit dans, qui habite », lui a été donnée en référence au lieu de sa découverte, l'île de Pemba. 

## Publication originale
- (en) R. H. W. Pakenham, « A new Green Pigeon from Pemba Island », Bulletin of the British Ornithologists' Club, Londres, BOC, vol. 60,‎ 1940, p. 94-95 (ISSN 0007-1595 et 2513-9894, OCLC 1537351, lire en ligne).